# Paraeuchaeta propinqua
Paraeuchaeta propinqua is een eenoogkreeftjessoort uit de familie van de Euchaetidae. De wetenschappelijke naam van de soort is voor het eerst geldig gepubliceerd in 1906 door Esterly.